# Chobotnice pruhovaná
Chobotnice pruhovaná (Hapalochlaena fasciata, syn. Octopus pictus fasciata) je druhem chobotnice, který společně s chobotnicí kroužkovanou (Hapalochlaena lunulata), chobotnicí skvrnitou (Hapalochlaena maculosa) a chobotnicí druhu Hapalochlaena nierstraszi tvoří rod Hapalochlaena (některé druhy, které by do tohoto rodu patřily, ještě nebyly vědecky popsány). Vyskytuje se ve vodách Tichého oceánu, v oblastech mezi jihem australského spolkového státu Queensland až po jih státu Nový Jižní Wales. Vyskytuje se na mělčinách při pobřeží či na sklanatých březích. Má hnědé zbarvení a při rozrušení se na těle objeví výrazné modré znaky. Chobotnice pruhovaná je drobným druhem a měří 4,5 cm, navzdory tomu je nicméně kvůli silnému jedu společně s ostatními členy rodu jedním z nejnebezpečnějších mořských tvorů. Ve slinných žlázách těchto chobotnic vytvářejí bakterie rodů Bacillus, Pseudomonas a Vibrio jed tetrodotoxin, který brání přenosu nervových impulsů do svalů a jež chobotnice vylučuje při kousnutí. Chobotnice jej využívá k lovu své kořisti, jako jsou krabi nebo menší druhy ryb, nicméně toxin je nebezpečný i pro člověka. Otrava se u lidí projevuje nevolností, paralýzou a respiračním selháním, samotné poranění radulou chobotnice ale nemusí být bolestivé. Nebezpečí představuje zejména pro menší děti, které mohou mít nutkání s chobotnicí manipulovat kvůli atraktivnímu zbarvení. Protijed neexistuje, jediná pomoc spočívá v podpoře dýchání a srdeční činnosti až do vypršení účinků jedu. Druh nicméně není agresivní a místo útoku volí raději únik do bezpečí.
Pohlavní dospělosti je dosaženo ve čtyřech měsících, později se chobotnice začínají pářit. Samice chobotnice pruhované klade okolo 50 vajec, která několik týdnů stále obklopuje svými rameny, po vylíhnutí v blízkosti matky zůstávají několik dní i mláďata. Ta měří maximálně čtyři milimetry, ale vyvíjejí se rychle. Po vyklubání se z vajíček si s sebou nesou žloutek, který jim několik hodiny poskytuje zásobu živin, ale již za několik dní jsou schopna lovit (nevyhýbají se ani kanibalismu). Brzy po vylíhnutí mláďat samice uhyne; samci zahynou už po spáření.